# Protestantisme i Rusland
Protestanter i Rusland udgør mellem 0,5 og 1,5 % (eller 700.000 - 2.000.000) af befolkningen. I 2004 var der 4.435 registrerede protestantiske samfund, hvilket var 21 % af alle registrerede religiøse organisationer, kun overgået af den ortodokse kirke. Dette er en stigning i forhold til 1992, hvor der var 510 protestantiske samfund.
Et stort antal missionærer i Rusland er udsendt fra protestantiske samfund. I følge et studie fra 2013 identificerede 1 % af den russiske befolkning sig som protestanter.
Historisk set har baptisterne udgjort den største gren inden for russisk protestantisme.